# История почты и почтовых марок Кот-д’Ивуара
История почты и почтовых марок Кот-д’Ивуара описывает развитие почтовой связи в Кот-д’Ивуаре, или Береге слоновой кости, государстве в Западной Африке, за периоды с момента основания здесь французской колонии (в 1893) и независимости (с 1960).

## Развитие почты
Французы основывали торговые посты в течение нескольких периодов времени, но первое почтовое отделение, в Сан-Педро, открылось в 1847 году, а в Гранд-Басаме, Жаквилле и Ассини почтовые отделения появились в 1890 году.
Впервые почтовые марки появились в обращении в Ассини в 1862 году, где применялись общие выпуски французских колоний. Корреспонденция гасилась почтовым штемпелем с надписью фр. «ASI» («АСИ» — сокращённо от «Ассини») в ромбе из точек.
С начала XX века число почтовых отделений умножалось, и к 1915 году на всей территории страны действовало 38 отделений.

## Выпуски почтовых марок

### Французская колония

#### Первые марки
Колония получила собственные почтовые марки в ноябре 1892 года, всего за несколько месяцев до её официального учреждения. Как это было характерно для французских колоний того времени, первыми знаками почтовыми Кот-д’Ивуара стали марки колониального типа с рисунком «Мореплавание и торговля». В этой серии вышло 13 номиналов — от 1 сантима до 1 франка[≡].

#### Последующие эмиссии
Четыре номинала первого выпуска были переизданы с изменениями цвета в 1900 году, и ещё на нескольких были сделаны надпечатки в 1904 году и снова в 1912 году.
Колония приняла участие в омнибусном выпуске коммеморативной марки Французской Западной Африки 1906 года, а в 1913 году — в аналогичном выпуске стандартных марок с изображением речного пейзажа. Последние ознаменовали начало выхода длинной серии, которая оставалась в обращении до середины 1930-х годов.
Когда Верхняя Вольта была ликвидирована в 1933 году, несколько её провинций были включены в состав Кот-д’Ивуара, при этом на 16 типах её почтовых марок была сделана надпечатка текста «Côte d’Ivoire» («Кот-д’Ивуар»).
Почтовые марки Французской Западной Африки пришли на смену почтовым маркам Берега Слоновой Кости в период с 1944 года по 1959 год.
1 октября 1959 года в продажу поступил первый выпуск новой республики. На марках трёх номиналов был изображён слон, и была сделана надпись «République de Côte d’Ivoire» («Республика Кот-д’Ивуар»). На вышедшей в декабре того же года был изображён первый президент страны Феликс Уфуэ-Буаньи.

### Независимость
Первая серия стандартных почтовых марок республики, появившаяся в 1960 году, изображала маски различных племён.